# Schellenberg
Schellenberg (helyi dialektusban Schällabärg) község Liechtenstein északi részén az osztrák határ mentén. Lakossága 2014-ben 1050 fő volt.

## Története
Schellenberg a középkorban a róla elnevezett hűbérbirtok központja volt. 1396-ban közvetlenül a császár alá került, reichsfrei státuszban. 1434-ben a szomszédos Vaduz tulajdonosa, a svájci Brandis-família vásárolta meg; innentől kezdve a két régió sorsa összeforrt. Az 1499-es sváb háború után a szomszédos, Svájchoz kerülő településektől eltérően a Német-római Birodalmon belül maradt. 1510-ben a Sulz grófok vásárolták meg, 1613-ban pedig továbbadták a Hohenems-családnak. 1699-ben a Liechtenstein hercegek vásárolták meg, mert szükségük volt egy olyan birtokra, amely nem tartozott más hercegségek alá és a császár létrehozhatott számukra a Birodalmon belül egy hercegséget, amivel helyet foglalhattak a hercegi tanácsban. Erre 1719 januárjában került sor, amikor VI. Károly császár aláírta a Liechtensteini hercegség alapító okiratát. 

## Lakosság
2014-ben Schellenbergnek 1050 lakója volt, ennek 24,7%-a volt külföldi születésű.
| Év    | 1960 | 1970 | 1980 | 1990 | 2000 | 2010 |
| ----- | ---- | ---- | ---- | ---- | ---- | ---- |
| Lakos | 444  | 513  | 577  | 812  | 975  | 1013 |

## Látnivalók

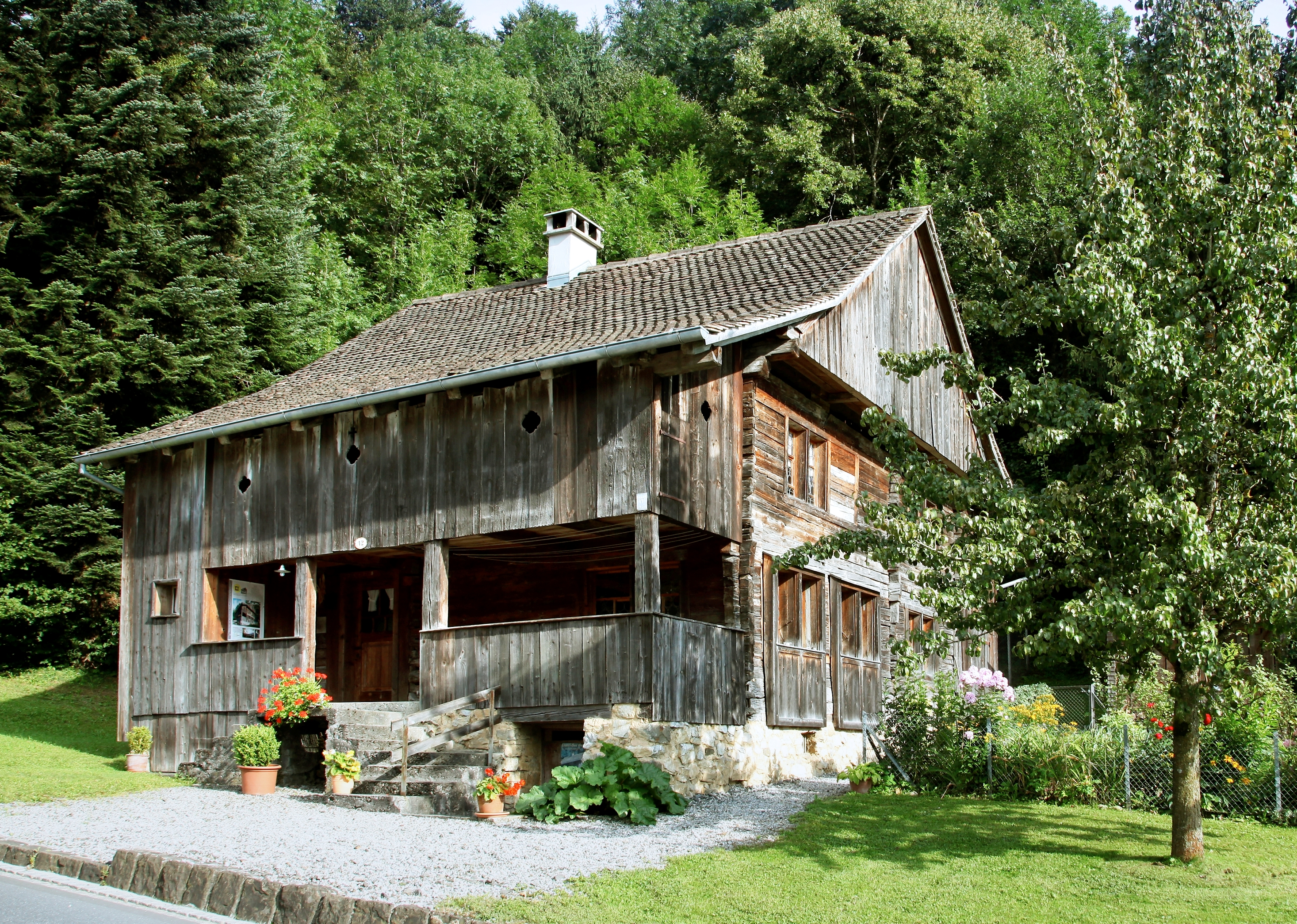
A Biedermann-ház

- Az 1700 körül épített és 1980-81-ben felújított Szt. György-kápolna
- Az 1858-ban épített Krisztus Vére apácakolostor, itt található a vaduzi érsekség titkársága is
- Az 1200 körül épült felső-, és 1250-es alsó-schellenbergi várak romjai
- Az 1900 körül fából készült Biedermann-ház a paraszti élet múzeuma
- Hinterschellenbergben található a második világháborúban Liechtensteinben menedéket talált, német oldalon harcoló 500 orosz katona emlékműve, akiket nem adtak ki a Szovjetuniónak

## Fordítás
- Ez a szócikk részben vagy egészben  a   Schellenberg című német Wikipédia-szócikk ezen változatának fordításán alapul.  Az eredeti cikk szerkesztőit annak laptörténete sorolja fel. Ez a jelzés csupán a megfogalmazás eredetét és a szerzői jogokat jelzi, nem szolgál a cikkben szereplő információk forrásmegjelöléseként.

1. ↑  https://www.llv.li/files/as/bevolkerungsstatistik-30-juni-2019-tabellen.xls